# 班图语支
班图语支是非洲尼日尔-刚果语系大西洋-刚果语族中的一个语支，其中包含约600种语言，有约两亿母语者。在整个非洲中部和南部很普及，尽管在中非和南非国家中英语、法语和葡萄牙语一般为官方语言，但是班图语支是这些国家中最普及的语言。
在西北方班图地区与其它尼日尔-刚果语系接壤，在东北方它与尼罗-撒哈拉语系和亚非语系（其中的庫希特語族）相邻。在西南方有一个科依桑语系的語言島。

## 名称
在刚果语中班图意为“人”。1856年威廉·布莱克在语言学讨论中用它来称呼一个普及很广的非洲语支。这些语言有许多共同点，其中包括非常明显的类名词系统，此外在词汇上也有许多共同点。下表显示“人”这个词的在一些重要班图语言中的单数和众数形式：
| 语言                               | 单数   | 众数   |
| ---------------------------------- | ------ | ------ |
| 刚果语、卢干达语、卢旺达语、祖鲁语 | mu-ntu | ba-ntu |
| 赫雷罗语                           | mu-ndu | va-ndu |
| 林加拉语                           | mo-to  | ba-to  |
| 南索托语                           | mō-thō | bā-thō |
| 斯瓦希里语                         | m-tu   | wa-tu  |

似乎单数形式是通过前缀，众数形式通过前缀来标志的。事实上这是两个几乎在所有班图语言中都有的类名词，它们分别用来表示人的单数和众数。在书写班图语言的时候不使用上面的连接号，但是在本文中为了显示类名词的使用而使用了。

## 最常用的班图语言
最著名也是最为通用与最常用的班图语言是斯瓦希里语。以下列表列出所有至少有三百万人说的班图语言、使用者数量以及使用者的居住区。有些这些语言是所谓的通用语，不仅母语用者学它们，而且许多其他人也学它们作为第二语言或者第三语言，用它们作为一个大地区内不同民族共同使用的语言。
| 语言       | 使用者数量 | 主要分布区域                                                       |
| ---------- | ---------- | ------------------------------------------------------------------ |
| 斯瓦希里语 | 7.5-8千万  | 坦桑尼亚、肯尼亚、乌干达、卢旺达、布隆迪、刚果民主共和国、莫桑比克 |
| 绍纳语     | 1.1千万    | 津巴布韦、赞比亚                                                   |
| 祖鲁语     | 1千万      | 南非、莱索托、斯威士兰、马拉维                                     |
| 齐切瓦语   | 1千万      | 马拉维、赞比亚、莫桑比克                                           |
| 林加拉语   | 9百万      | 刚果民主共和国、刚果共和国                                         |
| 盧安達語   | 8百万      | 卢旺达、布隆迪、乌干达、刚果民主共和国                             |
| 科薩語     | 7.5百万    | 南非、莱索托                                                       |
| 奇卢伯语   | 6.5百万    | 刚果民主共和国                                                     |
| 姆班杜語   | 6百万      | 安哥拉                                                             |
| 基库尤语   | 5.5百万    | 肯尼亚                                                             |
| 吉土巴语   | 5百万      | 刚果民主共和国、刚果共和国                                         |
| 卢干达语   | 5百万      | 乌干达                                                             |
| 基隆迪语   | 5百万      | 布隆迪、卢旺达、乌干达                                             |
| 马库阿语   | 5百万      | 莫桑比克                                                           |
| 南索托语   | 5百万      | 莱索托、南非                                                       |
| 茨瓦纳语   | 5百万      | 博茨瓦纳、南非                                                     |
| 北索托语   | 4百万      | 南非、博茨瓦纳                                                     |
| 金邦杜語   | 4百万      | 安哥拉                                                             |
| 卢希亚语   | 3.6百万    | 肯尼亚                                                             |
| 本巴语     | 3.6百万    | 赞比亚、刚果民主共和国                                             |
| 聪加语     | 3.3百万    | 南非、莫桑比克、津巴布韦                                           |
| 苏库马语   | 3.2百万    | 坦桑尼亚                                                           |
| 卡姆巴语   | 3百万      | 肯尼亚                                                             |

除此之外还有许多有上百万使用者的语言。

## 分支
班图语支 (Narrow Bantu，521)
- 中部班图语 Central Narrow Bantu (345)
  - Central Narrow Bantu D (32)
    - Bembe (D.50) (2)
      - Bembe (bmb)
      - Buyu (byi)

    - 比拉-胡库语 Bira-Huku (D.30) (14)
      - Bhele (bhy)
      - 比拉语 Bila (bip)
      - Bodo (boy)
      - Bera (brf)
      - Budu (buu)
      - Homa (hom)
      - Kaiku (kkq)
      - Komo (kmw)
      - Kango (kzy)
      - Ndaka (ndk)
      - Nyali (nlj)
      - Amba (rwm)
      - Vanuma (vau)
      - Mbo (zmw)

    - Enya (D.10) (4)
      - Enya (gey)
      - Lengola (lej)
      - Mbole (mdq)
      - Mituku (zmq)

    - Lega-Kalanga (D.20) (11)
      - Bali (bcp)
      - Beeke (bkf)
      - Hamba (hba)
      - Holoholo (hoo)
      - Kanu (khx)
      - Kwami (ktf)
      - Lega-Shabunda (lea)
      - Lega-Mwenga (lgm)
      - Lika (lik)
      - Songoora (sod)
      - 津巴语 Zimba (zmb)

    - Nyanga (D.40) (1)
      - Nyanga (nyj)

  - Central Narrow Bantu E (36)
    - Chaga (E.30) (7)
      - Gweno (gwe)
      - Kahe (hka)
      - Machame (jmc)
      - Mochi (old)
      - Rombo (rof)
      - Rwa (rwk)
      - Vunjo (vun)

    - 基库尤-卡姆巴语 Kikuyu-Kamba (E.20) (8)
      - Dhaiso (dhs)
      - 恩布语（Embu）(ebu)
      - 卡姆巴语（Kamba）(kam)
      - 基库尤语、吉库尤语（Gikuyu）(kik)
      - 梅鲁语 (Meru，4)
        - Chuka (cuh)
        - 梅鲁语（Meru）(mer)
        - Mwimbi-Muthambi (mws)
        - Tharaka (thk)

    - Kuria (E.10) (11)
      - Kabwa (cwa)
      - Gusii (guz)
      - Ikizu (ikz)
      - Kuria (kuj)
      - Ngurimi (ngq)
      - Ikoma (ntk)
      - Temi (soz)
      - Suba (suh)
      - Sizaki (szk)
      - Ware (wre)
      - Zanaki (zak)

    - Nyika (E.40) (10)
      - Malakote (1)
        - Malakote (mlk)

      - Mijikenda (5)
        - Chonyi (coh)
        - 迪戈语 Digo (dig)
        - Duruma (dug)
        - Giryama (nyf)
        - Segeju (seg)

      - 波科莫语 Pokomo (2)
        - 上波科莫语 Pokomo, Upper (pkb)
        - 下波科莫语 Pokomo, Lower (poj)

      - 泰塔语 Taita (2)
        - 泰塔语 Taita (dav)
        - 萨加拉语 Sagalla (tga)

  - Central Narrow Bantu F (16)
    - Nyilamba-Langi (F.30) (4)
      - Langi (lag)
      - 姆布圭语 Mbugwe (mgz)
      - Nilamba (nim)
      - 尼亚图鲁语 Nyaturu (rim)

    - 苏库马-尼扬韦齐语 Sukuma-Nyamwezi (F.20) (6)
      - Konongo (kcz)
      - Kimbu (kiv)
      - 尼扬韦齐语（Nyamwezi）(nym)
      - 苏库马语（Sukuma）(suk)
      - Sumbwa (suw)
      - Bungu (wun)

    - Tongwe (F.10) (6)
      - Bende (bdp)
      - 菲帕语 Fipa (fip)
      - Mambwe-Lungu (mgr)
      - Pimbwe (piw)
      - Rungwa (rnw)
      - Tongwe (tny)

  - Central Narrow Bantu G (36)
    - 贝纳-金加语 Bena-Kinga (G.60) (9)
      - 贝纳语（Bena）(bez)
      - Magoma (gmx)
      - 赫赫语（Hehe）(heh)
      - 基西语 Kisi (kiz)
      - Manda (mgs)
      - Pangwa (pbr)
      - Sangu (sbp)
      - Wanji (wbi)
      - 金加语（Kinga）(zga)

    - 戈戈语 Gogo (G.10) (2)
      - 戈戈语 Gogo (gog)
      - Kagulu (kki)

    - 波戈罗语 Pogoro (G.50) (2)
      - Ndamba (ndj)
      - 波戈罗语 Pogolo (poy)

    - 申巴拉语 Shambala (G.20) (4)
      - 阿苏语 Asu (asa)
      - Bondei (bou)
      - 申巴拉语 Shambala (ksb)
      - Taveta (tvs)

    - 斯瓦希里语 (Swahili (G.40)，8)
      - 科摩罗语（Comorian）(swb)
      - 斯瓦希里语、斯瓦西里语（Swahili）(swh)
      - 刚果斯瓦希里语（Swahili, Congo）(swc)
      - Comorian, Mwali (wlc)
      - Mwani (wmw)
      - 科摩罗恩兹瓦尼方言（Comorian, Ndzwani)(wni)
      - Makwe (ymk)
      - 科摩罗恩加齐加方言（Comorian, Ngazidja）(zdj)

    - 齐瓜-扎拉莫语 Zigula-Zaramo (G.30) (11)
      - Kwere (cwe)
      - Doe (doe)
      - Kami (kcu)
      - Kutu (kdc)
      - Ngulu (ngp)
      - 卢古鲁语 Luguru (ruf)
      - 萨加拉语 Sagala (sbm)
      - Vidunda (vid)
      - Mushungulu (xma)
      - 扎拉莫语 Zaramo (zaj)
      - 齐瓜语 Zigula (ziw)

  - Central Narrow Bantu H (22)
    - Hungana (H.40) (1)
      - Hungana (hum)

    - 刚果语 Kongo (H.10) (10)
      - Beembe (beq)
      - Doondo (dde)
      - 刚果语 Koongo (kng)
      - 圣萨尔瓦多刚果语 Kongo, San Salvador (kwy)
      - Laari (ldi)
      - Kunyi (njx)
      - Suundi (sdj)
      - 维利语 Vili (vif)
      - Kaamba (xku)
      - Yombe (yom)

    - 姆本杜语 (Mbundu (H.20)，4)
      - Bolo (blv)
      - 姆本杜语、姆崩杜语（Mbundu）(kmb)
      - Nsongo (nsx)
      - Sama (smd)

    - Yaka (H.30) (7)
      - Lonzo (lnz)
      - Mbangala (mxg)
      - Ngongo (noq)
      - Pelende (ppp)
      - Sonde (shc)
      - 苏库语 Suku (sub)
      - Yaka (yaf)

  - Central Narrow Bantu J (53)
    - 哈亚-吉塔语 Haya-Jita (J.20) (9)
      - 哈亚语 Haya (hay)
      - 吉塔语 Jita (jit)
      - 克雷维语 Kerewe (ked)
      - Kwaya (kya)
      - Nyambo (now)
      - Kara (reg)
      - Talinga-Bwisi (tlj)
      - 苏比语 Subi (xsj)
      - 津扎语 Zinza (zin)

    - 康佐语 Konzo (J.40) (2)
      - Konjo (koo)
      - Nande (nnb)

    - 马萨巴-卢西亚语 Masaba-Luyia (J.30) (16)
      - 卢希亚语 (Luyia，14) (luy)
        - Bukusu (bxk)
        - Idakho-Isukha-Tiriki (ida)
        - Kabras (lkb)
        - Khayo (lko)
        - Kisa (lks)
        - Logooli (rag)
        - Marachi (lri)
        - Marama (lrm)
        - Nyala, East (nle)
        - Nyore (nyd)
        - Saamia (lsm)
        - Tachoni (lts)
        - Tsotso (lto)
        - Wanga (lwg)

      - 马萨巴语 Masaba (myx)
      - Nyole (nuj)

    - 尼奥罗-干达语 Nyoro-Ganda (J.10) (12)
      - 奇加语（Chiga）(cgg)
      - Gwere (gwr)
      - Kenyi (lke)
      - 干达语、卢干达语（Ganda）(lug)
      - Hema (nix)
      - 尼扬科勒语（Nyankore）(nyn)
      - 尼奥罗语（Nyoro）(nyo)
      - Gungu (rub)
      - Ruli (ruc)
      - Singa (sgm)
      - 托罗语 Tooro (ttj)
      - 索加语 Soga (xog)

    - 卢旺达-隆迪语Rwanda-Rundi (J.60) (6)
      - Hangaza (han)
      - 哈语 Ha (haq)
      - 基尼阿万达语、卢安达语（Rwanda）(kin)
      - 基隆迪语、克伦地语（Rundi）(run)
      - Shubi (suj)
      - Vinza (vin)

    - Shi-Havu (J.50) (8)
      - 富力罗语 Fuliiru (flr)
      - 哈武语 Havu (hav)
      - 洪德语 Hunde (hke)
      - Joba (job)
      - Kabwari (kcw)
      - Nyindu (nyg)
      - Shi (shr)
      - Tembo (tbt)

  - Central Narrow Bantu K (27)
    - Chokwe-Luchazi (K.20) (9)
      - 乔克维语（Chokwe）(cjk)
      - Luchazi (lch)
      - 卢瓦勒语（Luvale）(lue)
      - Luimbi (lum)
      - Mbunda (mck)
      - Mbwela (mfu)
      - Nyemba (nba)
      - Nkangala (nkn)
      - Nyengo (nye)

    - Diriku (K.70) (1)
      - Diriku (diu)

    - Holu (K.10) (4)
      - Holu (hol)
      - Kwese (kws)
      - Phende (pem)
      - Samba (smx)

    - Kwangwa (K.40) (6)
      - Kwangali (kwn)
      - Luyana (lyn)
      - Mashi (mho)
      - Mbukushu (mhw)
      - Mbowe (mxo)
      - Simaa (sie)

    - Mbala (K.60) (1)
      - Mbala (mdp)

    - Salampasu-Ndembo (K.30) (3)
      - 隆达语（Lunda）(lun)
      - Ruund (rnd)
      - Salampasu (slx)

    - Subia (K.50) (3)
      - Fwe (fwe)
      - Subiya (sbs)
      - Totela (ttl)

  - Central Narrow Bantu L (14)
    - Bwile (L.10) (1)
      - Bwile (bwc)

    - Kaonde (L.40) (1)
      - Kaonde (kqn)

    - 卢巴语 Luba (L.30) (6)
      - 亨巴语 Hemba (hem)
      - Kanyok (kny)
      - 卢巴-卢拉语、奇卢伯语（Luba-Kasai）(lua)
      - 卢巴-加丹加语、卢巴卡丹加语（Luba-Katanga）(lub)
      - Lwalu (lwa)
      - Sanga (sng)

    - Nkoya (L.50) (1)
      - Nkoya (nka)

    - Songye (L.20) (5)
      - Bangubangu (bnx)
      - Binji (bpj)
      - Kete (kcv)
      - Luna (luj)
      - 松格语 Songe (sop)

  - Central Narrow Bantu M (20)
    - 本巴语 (Bemba (M.40)，3)
      - Aushi (auh)
      - 本巴语、别姆巴语（Bemba）(bem)
      - Taabwa (tap)

    - 比萨-兰巴语 Bisa-Lamba (M.50) (3)
      - 比萨语 Bisa (2)
        - Seba (kdg)
        - 拉拉-比萨语 Lala-Bisa (leb)

      - 兰巴语 (Lamba，1)
        - 兰巴语（Lamba）(lam)

    - Lenje-Tonga (M.60) (6)
      - Lenje (1)
        - Lenje (leh)

      - 通加语 Tonga (5)
        - Dombe (dov)
        - Ila (ilb)
        - Soli (sby)
        - Sala (shq)
        - 通加语 Tonga (toi)

    - Nyakyusa (M.30) (1)
      - Nyakyusa-Ngonde (nyy)

    - Nyika-Safwa (M.20) (6)
      - Malila (mgq)
      - Nyamwanga (mwn)
      - Ndali (ndh)
      - Nyiha (nih)
      - Safwa (sbk)
      - Wanda (wbh)

    - Nyika-Safwa (N.20) (1)
      - Lambya (lai)

  - Central Narrow Bantu N (13)
    - Manda (N.10) (3)
      - Matengo (mgv)
      - Ngoni (ngo)
      - 通加 Tonga (tog)

    - Manda (N.12) (1)
      - Mpoto (mpa)

    - 尼昂加语 (Nyanja (N.30)，1)
      - 尼昂加语、齐切瓦语（Nyanja）(nya)

    - 森加-塞纳语 Senga-Sena (N.40) (7)
      - 塞纳语 Sena (6)
        - Barwe (bwg)
        - 昆达语 Kunda (kdn)
        - Nyungwe (nyu)
        - Phimbi (phm)
        - 塞纳语 Sena (seh)
        - 马拉维塞纳语 Sena, Malawi (swk)

      - 森加语 Senga (1)
        - 恩森加语 Nsenga (nse)

    - 奇图姆布卡语 (Tumbuka (N.20)，1)
      - 奇图姆布卡语（Tumbuka）(tum)

  - Central Narrow Bantu P (29)
    - 马库阿语 (Makua (P.30，16)
      - 楚瓦博语 Chuwabu (chw)
      - Maindo (cwb)
      - Koti (eko)
      - Kokola (kzn)
      - 洛洛语（Lolo）(llb)
      - Makhuwa-Meetto (mgh)
      - Makhuwa-Moniga (mhm)
      - Manyawa (mny)
      - 隆韦语（Lomwe）(ngl)
      - Nathembo (nte)
      - Takwane (tke)
      - Makhuwa-Shirima (vmk)
      - Marenje (vmr)
      - 马库阿语（Makhuwa）(vmw)
      - Makhuwa-Marrevone (xmc)
      - Makhuwa-Saka (xsq)

    - Matumbi (P.10) (7)
      - Ndendeule (dne)
      - Matumbi (mgw)
      - Mbunga (mgy)
      - Ndengereko (ndg)
      - Ngindo (nnq)
      - Nindi (nxi)
      - Rufiji (rui)

    - 尧语 Yao (P.20) (6)
      - 马孔德语（Makonde）(kde)
      - Mwera (mjh)
      - Machinga (mvw)
      - Mwera (mwe)
      - Ndonde Hamba (njd)
      - 尧语 Yao (yao)

  - Central Narrow Bantu R (12)
    - 赫雷罗语 (Herero (R.30)，2)
      - 津巴语 Zemba (dhm)
      - 赫雷罗语（Herero）(her)

    - Ndonga (R.20) (5)
      - 宽亚玛语、贡耶玛语（Kwanyama）(kua)
      - Kwambi (kwm)
      - Mbalanhu (lnb)
      - 恩敦加语、恩东加语（Ndonga）(ndo)
      - Ngandyera (nne)

    - 南姆本杜语 South Mbundu (R.10) (4)
      - Nkhumbi (khu)
      - Ndombe (ndq)
      - Nyaneka (nyk)
      - 翁本杜语（Umbundu）(umb)

    - 耶耶语 Yeye (R.40) (1)
      - Yeyi (yey)

  - Central Narrow Bantu S (26)
    - Chopi (S.60) (2)
      - Chopi (cce)
      - 通加 Tonga (toh)

    - 恩古尼语 Nguni (S.40) (4)
      - 北恩德贝勒语（Ndebele）(nde)
      - 斯瓦特语、史瓦济兰语（Swati）(ssw)
      - 科萨语（Xhosa）(xho)
      - 祖鲁语（Zulu）(zul)

    - 绍纳语 (Shona (S.10)，8)
      - Dema (dmx)
      - Kalanga (kck)
      - Manyika (mxc)
      - Ndau (ndc)
      - Nambya (nmq)
      - 修纳语、绍纳语（Shona）(sna)
      - Tawara (twl)
      - Tewe (twx)

    - 索托-茨瓦纳语 Sotho-Tswana (S.30) (8)
      - Kgalagadi (1)
        - Kgalagadi (xkv)

      - 索托语 Sotho (4)
        - Birwa (brl)
        - 北部 Northern (2)
          - 南恩德贝勒语（Ndebele）(nbl)
          - 北索托语（Sotho, Northern）(nso)

        - 南部 Southern (1)
          - 南索托语、南梭苏语（Sotho, Southern）(sot)

      - 茨瓦纳语 (Tswana，1)
        - 茨瓦纳语（Tswana）(tsn)

      - 洛齐语（Lozi）(loz)
      - Tswapong (two)

    - Tswa-Ronga (S.50) (3)
      - Ronga (rng)
      - Tswa (tsc)
      - 聪加语（Tsonga）(tso)

    - 文达语 (Venda (S.20)，1)
      - 文达语、温达语（Venda）(ven)

  - 未分类的 Central Narrow Bantu 语言 (9)
    - Boguru (bqu)
    - Gbati-ri (gti)
    - Isanzu (isn)
    - Ngbee (jgb)
    - Kari (kbj)
    - Mayeka (myc)
    - Ngbinda (nbd)
    - Nyanga-li (nyc)
    - 松戈语 Songo (soo)
- 西北班图语 Northwest Narrow Bantu (174)
  - Northwest Narrow Bantu A (53)
    - Bafia (A.50) (5)
      - Dimbong (dii)
      - Hijuk (hij)
      - Bafia (ksf)
      - Lefa (lfa)
      - Tibea (ngy)

    - 巴萨语 (Basaa (A.40)，4)
      - Bankon (abb)
      - 巴萨语（Basaa）(bas)
      - Barombi (bbi)
      - Bakoko (bkh)

    - Bube-Benga (A.30) (5)
      - Benga (bng)
      - Batanga (bnm)
      - Bube (bvb)
      - Yasa (2)
        - Ngumbi (nui)
        - Yasa (yko)

    - 杜亚拉语 (Duala (A.20，7)
      - Bubia (bbx)
      - Wumboko (bqm)
      - Mokpwe (bri)
      - 杜亚拉语（Duala）(dua)
      - Bakole (kme)
      - Malimba (mzd)
      - Isu (szv)

    - Kako (A.90) (3)
      - Kako (kkj)
      - Kwakum (kwu)
      - Pol (pmm)

    - Lundu-Balong (A.10) (8)
      - Ngoe (5)
        - Bakaka (bqz)
        - Bassossi (bsi)
        - Akoose (bss)
        - Bafaw-Balong (bwt)
        - Mbo (mbo)

      - Oroko (1)
        - Oroko (bdu)

      - Bonkeng (bvg)
      - Nkongho (nkc)

    - Makaa-Njem (A.80) (13)
      - Kol (biw)
      - Bekwil (bkw)
      - Bomwali (bmw)
      - Gyele (gyi)
      - Makaa (mcp)
      - Mpiemo (mcx)
      - Mpongmpong (mgg)
      - Byep (mkk)
      - Njyem (njy)
      - Ngumba (nmg)
      - Koonzime (ozm)
      - So (sox)
      - Ukhwejo (ukh)

    - 雅温得-芳语 Yaunde-Fang (A.70) (8)
      - Bebele (beb)
      - Beti (btb)
      - Bulu (bum)
      - Bebil (bxp)
      - Eton (eto)
      - 埃翁多语（Ewondo）(ewo)
      - 芳语（Fang）(fan)
      - Mengisa (mct)

  - Northwest Narrow Bantu B (52)
    - Kele (B.20) (10)
      - Kélé (keb)
      - Kota (koq)
      - Mahongwe (mhb)
      - Ndasa (nda)
      - Ngom (nra)
      - Sake (sak)
      - Sighu (sxe)
      - Seki (syi)
      - Wumbvu (wum)
      - Mbangwe (zmn)

    - Mbere (B.60) (6)
      - Kaningi (kzo)
      - Ombamba (mbm)
      - Mbere (mdt)
      - Ngul (nlo)
      - Ndumu (nmd)
      - Yangho (ynh)

    - Myene (B.10) (1)
      - Myene (mye)

    - Njebi (B.50) (4)
      - Duma (dma)
      - Njebi (nzb)
      - Tsaangi (tsa)
      - Wandji (wdd)

    - Sira (B.40) (7)
      - Barama (bbg)
      - Bwisi (bwz)
      - Lumbu (lup)
      - Punu (puu)
      - Sangu (snq)
      - Sira (swj)
      - Vumbu (vum)

    - 特克语 Teke (B.70) (12)
      - Teke-Eboo (ebo)
      - 特克-富穆语 Teke-Fuumu (ifm)
      - Yaka (iyx)
      - Teke-Kukuya (kkw)
      - 特克-拉利语 Teke-Laali (lli)
      - 恩甘古卢语 Ngungwel (ngz)
      - Teke-Nzikou (nzu)
      - Tchitchege (tck)
      - Teke-Tege (teg)
      - Teke, Ibali (tek)
      - Teke-Tsaayi (tyi)
      - Teke-Tyee (tyx)

    - Tsogo (B.30) (5)
      - 布比语（Bubi）(buw)
      - Kande (kbs)
      - Pinji (pic)
      - Simba (sbw)
      - Tsogo (tsv)

    - 未分类的 Northwest Narrow Bantu B 语言 (1)
      - Molengue (bxc)

    - Yanzi (B.80) (6)
      - Boma (boh)
      - Ding (diz)
      - Tiene (tii)
      - Yansi (yns)
      - Mfinu (zmf)
      - Mpuono (zmp)

  - Northwest Narrow Bantu C (69)
    - 班吉-恩通巴语 Bangi-Ntomba (C.40) (27)
      - Lusengo (7)
        - Babango (bbm)
        - Budza (bja)
        - Boloki (bkt)
        - 班加拉语 Bangala (bxg)
        - 林加拉语、林格拉语（Lingala）(lin)
        - Lusengo (lse)
        - Ndolo (ndl)

      - Ngiri (4)
        - Baloi (biz)
        - Likila (lie)
        - Libinza (liz)
        - Ndobo (ndw)

      - Bamwe (bmg)
      - Bangi (bni)
      - Boko (bkp)
      - Bolia (bli)
      - Bolondo (bzm)
      - Bomboli (bml)
      - Bomboma (bws)
      - Bozaba (bzo)
      - Dzando (dzn)
      - Lobala (loq)
      - Mabaale (mmz)
      - Moi (mow)
      - Ntomba (nto)
      - Sakata (skt)
      - Sengele (szg)
      - Yamongeri (ymg)

    - Bushong (C.90) (5)
      - Bushoong (buf)
      - Dengese (dez)
      - Lele (lel)
      - Songomeno (soe)
      - Wongo (won)

    - Kele (C.60) (6)
      - Foma (fom)
      - Kele (khy)
      - Lombo (loo)
      - Poke (pof)
      - So (soc)
      - Mbesa (zms)

    - Mbosi (C.30) (6)
      - Akwa (akw)
      - Koyo (koh)
      - Likwala (kwc)
      - Likuba (kxx)
      - Mboko (mdu)
      - Mbosi (mdw)

    - 芒戈语 (Mongo (C.70)，4)
      - Lalia (lal)
      - 芒戈语、蒙戈语（Mongo-Nkundu）(lol)
      - Ngando (nxd)
      - Ombo (oml)

    - Ngando (C.10) (2)
      - Yaka (axk)
      - Ngando (ngd)

    - Ngombe (C.50) (8)
      - Ngelima (agh)
      - Bwela (bwl)
      - Bwa (bww)
      - Kango (kty)
      - Ligenza (lgz)
      - Ngombe (ngc)
      - Pagibete (pae)
      - Tembo (tmv)

    - Ngundi (C.20) (6)
      - Pande (bkj)
      - Bongili (bui)
      - Dibole (bvx)
      - Mbati (mdn)
      - Ngundi (ndn)
      - Bomitaba (zmx)

    - Tetela (C.80) (5)
      - Kela (kel)
      - Kusu (ksv)
      - Nkutu (nkw)
      - Tetela (tll)
      - Yela (yel)
- 未分类的班图语支语言 (2)
  - Bemba (bmy)
  - Songa (sgo)

## 研究历史和今天的地位

### 研究历史概述
早在1659年的时候就发表了一部关于刚果语语法的拉丁文著作。1856年威廉·布雷克首次描写了班图语言中的类名词，他也是引入班图语言这个名称的人。1901年卡尔·曼霍夫（Carl Meinhof）首次进行比较语法分析。马尔柯姆·古特里（Malcolm Guthrie）于1948年对班图语言进行分类并在1967年至71年间将它分成16个地区。他还设计了架设的今天所有班图语言的祖语原班图语。約瑟·哈羅德·格林伯格将班图语言定位为尼日尔-刚果语系下的一个语支。此前尤其是曼霍夫及其学生把班图语言看作是一个自己的语族，把它与苏丹语族并列在非洲语言中。

### 班图语言来源理论的发展
从1860年开始许多语言学家对班图语言的来源和产生进行研究。以下列出一些在历史上重要的假设来显示今天理论的发展过程。

#### 卡尔·理查德·莱普修斯
1880年埃及学家卡尔·理查德·莱普修斯在他的《努比亚语言语法》中认为非洲可以分为三个语言区，不过在这个分类中他没有顾及科伊桑语言：第一个区域是南非洲的班图语言，真正黑人的语言。第二个区域是赤道与撒哈拉沙漠之间的混合“黑人语言”，所谓的苏丹语言。第三个区域是含米特语言，这里包括北非的埃及语、庫希特語族和柏柏尔语族。
这些分类的主要特征是班图语言的类名词系统和从西亚传入非洲的含米特语言的性系统。由于含米特语言的传入它把部分当地居民排挤到南非去了（即保持了纯种原始性的班图语言），其他居民则与含米特语言混合形成了被称为苏丹语言的混合语言，这些语言即有性也有类名次。莱普修斯称苏丹语言的语法“缺乏形式”、“退化”和“简化”。

#### 奥古斯特·施莱谢尔
印度日耳曼语言学家奥古斯特·施莱谢尔1891年发表的看法与此不同。他认为非洲本来没有人居住，而是被从西南亚分四波殖民的：第一波是布须曼人，第二波是苏丹的黑人，第三波是操班图语言的人，第四波是操含米特语言的人。
他假设苏丹黑人语言就已经有原始的、还不完整的类名次系统，这个系统后来被操班图语的民族完整化和突出了。对于他来说苏丹语言是班图语言的一个革命性的前身，而不是像莱普修斯想的那样是其退化。

#### 卡尔·曼霍夫
非洲学家卡尔·曼霍夫在1905年至1935年间多次就班图语言的来源发表论文，他的理论与莱普修斯和施莱谢尔的很不一样。对于他来说班图语言不是原黑人语言，而是苏丹语言是原黑人语言。班图语言是黑人语言作为“母亲”、含米特语言作为“父亲”产生的。按照曼霍夫的理论非洲是被三个语言层殖民的：黑人的苏丹语言、含米特语言和班图语言作为前两者的融合。

#### 狄尔里奇·威斯特曼和約瑟·哈羅德·格林伯格
狄尔里奇·威斯特曼（Diedrich Westermann）是曼霍夫的学生，他的出发点是苏丹语言与班图语言同出于一个黑人语言。从1948年开始他越来越相信西部苏丹语言与班图语言之间的遗传关系。他对此发表了多篇文章。他的这些研究为格林伯格的尼日尔-刚果理论打定了基础。
格林伯格在威斯特曼的基础上继续发展，于1949年提出非洲西部和南部的尼日尔-刚果语系，这个语系包括班图语言，它们是一起从苏丹以西的一个黑人语言的核心中发展出来的。这个理论提出后该语系的结构还发生了多次变化，格林伯格的最后一个版本是在他1963年发表的《非洲语言》中提出的。
格林伯格去世后尼日尔-刚果语系内部的结构也被多次改变，但是在所有这些变动中（包括目前的版本）班图语支始终被看作一个语支，与尼日利亚东部和喀麦隆西部的类班图语支比较接近。

### 在尼日尔-刚果语系中的位置
尼日尔-刚果语系约有1400种语言，其中约500种属于班图语支，占总数的三分之一多。尼日尔-刚果语系约有3.5亿人口，其中两亿说班图语支，占总数的近60%。由此可见班图语支在尼日尔-刚果语系（以及非洲语言）中的地位。
虽然如此按照今天流行的理论班图语言只是尼日尔-刚果语系中的一个语支。下表简化地表示了班图语支在尼日尔-刚果语系中的遗传关系：
- 尼日尔-刚果语系
  - 科尔多凡语言
  - 曼德语言
  - 大西洋語言
  - 多贡语言（Dogon）
  - 语言
  - 沃尔特-刚果语言
    - 北沃尔特-刚果语言
    - 南沃尔特-刚果语言
      - 瓦语
      - 贝努埃-刚果语言
        - 西贝努埃-刚果语言
        - 东贝努埃-刚果语言
          - 高原语言（尼日尔中部语言，）
          - 类班图-克罗斯河语言（Bantoid-Cross-River）
            - 克罗斯河语言（Cross-River）
            - 类班图语言
              - 北类班图语言
              - 南类班图语言
                - 众多小语言群
                - 草原语言（Grasland）
                - 班图语支

按照上面这个遗传关系班图语支的整个复杂的来源系列为：
- 尼日尔-刚果语系 > 沃尔特-刚果语言 > 南沃尔特-刚果语言 > 贝努埃-刚果语言 > 东贝努埃-刚果语言 > 类班图-克罗斯河语言 > 类班图语言 > 南类班图语言 > 班图语支

## 发源地和普及
所有关于班图语支来源的理论也都外涵地或者内涵地涉及到其发源地以及它是如何普及到今天操班图语言的民族居住的地方的。

### 发源地
格林伯格把班图语支分为今天在尼日利亚和喀麦隆分布很广的类班图语言下面。由此他把班图语支的发源地定为貝努埃河谷（尼日利亚东部）和喀麦隆西部。今天大多数学者同意这个理论。
马尔柯姆·古特里则于1962年依然认为原班图语是在赤道东南的热带雨林中产生的。从这里班图语言放射状地向今天的普及地区传播。他认为今天非洲西部远处类似的类班图语言的存在是因为一些操前班图语言的人坐船向北离开了原始森林。今天这个理论没有追随者了。一般认为班图语支的发源地在赤道热带雨林以北，大多数学者支持格林伯格的东尼日利亚-西喀麦隆理论。

### 普及

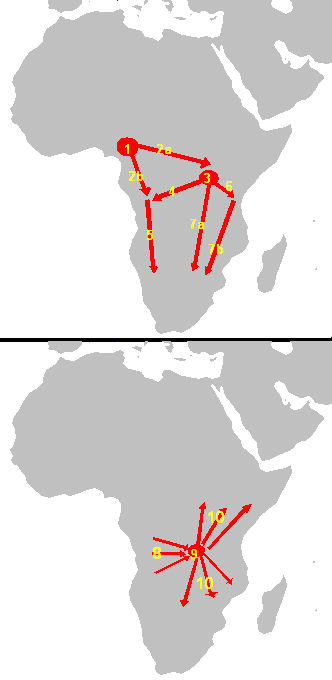
1 = 前3000–1500年，发源地
2 = 前1500年，普及开始
2a = 东班图，2b = 西班图
3 = 前1000–500年。东班图-Urewe核心
4–7 = 继续向南蔓延
9 = 前500–0年。刚果核心
10 = 0–1000年，最后蔓延期

#### 东西向扩张
班图民族从其非洲西部的家乡蔓延到整个撒哈拉沙漠以南的非洲的迁徙运动是人类最大的迁徙运动之一。就班图民族是从哪条路走出他们的家乡的问题有两个理论，这两个理论互相之间不排除，而是从两个不同的重点出发。第一个理论认为班图民族主要是沿海岸线绕过热带雨林的西边向南迁徙的。另一支则演雨林北边向东，然后向南迁徙的。向西迁徙的人群在刚果河的下游形成了一个新的核心，从这里形成了草原和东部非洲高原上的班图部落。第二个理论则认为班图民族主要是从北绕过雨林的。从这里他们殖民了非洲东南部和南部。一般认为最初的班图迁徙是东西向的。

#### 扩张过程
通过重新推导原班图词汇（农业、陶瓷制造）、考古发现（尤其是陶瓷）和早期班图人群使用的农业作物（油棕、薯蓣属，但还没有谷物）可以得出以下结论：最早从非洲西部东尼日利亚迁徙的时候当地人已经知道使用农业和制造陶瓷了。由此对于东尼日利亚和西喀麦隆来说应该是在约前3000至2500年间开始迁徙的。最初早期班图人群迁入喀麦隆的草原，在这里他们的词汇中添加了更多的农业概念以及畜牧业（羊，牛）、水產養殖和造船的概念。
前1500至1000年间由于气候变化，热带雨林不断干燥，一些西部的班图人群向南迁徙到刚果河下游。在那里考古可以发现约前500至400年以后的班图遗迹。这些人还不知道冶金。他们中的一些人继续向南前夕到纳米比亚北部，另一些则向东穿过河谷与东部的刚果核心联合。
向东迁徙的（可能两股中比较大的那股）从前1500年开始从喀麦隆沿雨林北缘一直迁徙到非洲东部的大湖地区。从前1000年开始那里有最早的种植谷物（高粱）和大量的畜牧业的考古发现，从前800年开始也有最早的冶金和炼铁（在卢旺达荷美坦桑尼亚发现的熔炉）的考古迹象。从原西班图语言中也反映出金属和冶金的概念，而原班图语言中还没有这些概念呢。也许班图民族在农业、畜牧业和冶金上的文化升级是受到尼罗河上游的尼罗-撒哈拉语系的人群影响产生的，在尼罗河上游这些文化在此前很早的时候就已经达到了。因此班图民族显然是铁器时代在非洲东部的大湖周围分布的文化的核心。由于火耕和炼铁需要的大量木材燃料非洲东部湖泊地区的森林在这段时间大量被开伐。这是人类首次大面积改变非洲的自然。
约前500年班图民族（通过他们特有的陶瓷作为标志）从非洲东部的大湖地区逐渐迁徙到整个非洲东部和南部。约前300年可以在赞比西河找到的遗迹。公元1世纪他们到达安哥拉、马拉维、赞比亚和津巴布韦。公元2世纪他们达到莫桑比克，最后约公元500年他们到达南非。直到约1000年开始班图民族才开始定居生活。此前火耕技术迫使他们不断放弃失效的耕地，不断继续迁徙。
班图民族的迁徙对布须曼人的冲击很大。本来他们在非洲南部的居住区比他们今天的居住区大很多。他们被逐渐向安哥拉南部、纳米比亚和博茨瓦纳的沙漠和干旱草原地带排挤。这些地方不适宜种植高粱，因此对于班图民族来说没有用途。被称为俾格米人的人本来在非洲中部有连续的居住区，也被班图民族逐渐排挤到少数不连续的居住区。他们今天使用的语言是附近班图民族的语言，但是在语音和词汇上稍微有些不同，这些特征可能来自过去他们自己的语言。

## 语言特征
虽然班图语言的分布区非常大，但是在语法上它们非常相似。尤其是类名词是一个非常明显的特征。名词被分为十到二十个不同的类，不同的语言类的数量不同。每个类由一个前缀标志。这些类影响所有语法结构的一致性以及在所有班图语言中类似的、复杂的动词变态。类名词以及动词变态都是黏着形成的，其中既有前缀也有后缀的使用。
班图语言之间有许多词汇是一样的，因此语言学家可以重新设计出数百个原班图语根，这些语根今天几乎在所有班图语言中都被使用。在班图语言中词性是根据一个词的语法使用，而不是根据外貌来区别的。除名词和动词外只有少数形容词（大多数是从动词引来的），数量词系统不完全（7、8和9一般是外来词），代词非常丰富，尤其指示代词可以从远到近表现出四个不同的等级。
由于类名词的使用以及它所导致的名词短语和主语与谓语之间的一致性整个语法的词汇变态非常强烈。一般的语序为主语、谓语、宾语。

### 语音
历史上班图语言的语音学简单。词汇由开音节组成，塞音可以是鼻音（比如或者）。本来辅音包括清音、浊音、鼻音和鼻塞音：p, b, m, mp, mb; t, d, n, nt, nd以及tʃ。今天的班图语言大多也包含这些语音。原班图语显然没有其它擦音了，今天的班图语言中s, ʃ, z, h, f, v很普及。由此可以得出今天的班图语言包括以下这些辅音，不过不是每个班图语言拥有全部这些辅音：
|          | 唇音 | 齿龈音 | 硬颚音 | 软腭音 |
| -------- | ---- | ------ | ------ | ------ |
| 清塞音   | p    | t      | .      | k      |
| 浊挤音   | b    | d      | .      | g      |
| 浊内爆音 | ɓ    | ɗ      | .      | ɠ      |
| 塞擦音   | .    | ts/dz  | tʃ/dʒ  | .      |
| 近音     | β    | l      | .      | ɣ      |
| 鼻音     | m    | n      | ɲ      | ŋ      |
| 鼻塞音1  | mp   | nt     | .      | ŋk     |
| 鼻塞音2  | .    | nts    | ntʃ    | .      |
| 鼻塞音3  | mb   | nd     | .      | ŋg     |
| 鼻塞音4  | .    | ndz    | ndʒ    | .      |

挤音的发音相当于中文中的、和，内爆音（斯瓦希里语有三个，绍纳语有两个，科萨语和祖鲁语只有ɓ）在书写的时候和挤音用同一字母，有时通过在后面加一个或依靠其它拼写差异作为区分。
一些南部的班图语言与科依桑语系语言接触，引入了搭嘴音，尤其祖鲁语（12个搭嘴音）和科萨语（15个搭嘴音），甚至有多达20个搭嘴音，而一些亲近的和邻近的，同样与科依桑语言有接触的语言（比如赫雷罗语）则一个搭嘴音也没有引入。也许这是因为赫雷罗语比科萨语和其它喀拉哈里沙漠以东的民族与科依桑语言接触的时间要晚得多。
原班图语有七个元音：i, e, ɛ, a, ɔ, o, u。今天在东北和西北中部的班图语言依然保持了这七个元音，而其它班图语言（约60%）的元音系统则蜕化为五个元音了：i, ɛ, a, ɔ, u。在大多数这些蜕化的班图语言中元音发音的长短有语音学的意义。至今为止对于这是否是原班图语言的一个特征，还是一些语言的新发明，没有定论。
原班图语可能是一个聲調语言，也就是说一个音节的声调是决定词汇意义的。今天绝大多数班图语言（约97%）保持了这个特征。大多数班图语言只有最多两个声调，一个为“升降调”，另一个为“升平调”。也有些班图语言的声调可以复杂到四个声调。有些少数语言（其中包括斯瓦希里语）丧失了它们的声调区分。
一些班图语言有一种元音和谐律，它影响到一定的后缀的发音。比如在吉库尤语中的反义后缀在动词（开）的后面为（关），在动词（绑）的后面则成为（解）。吉库尤语（Gi-kuyu）这个名称本身也显示出了类名词前缀与名词词根之间辅音的分异化，按照规则它本来应该为。
几乎在所有的班图语言中重音放在第二个音节上。

### 类名词变形

#### 类名词
班图语言的一个特征是把名词分为不同的类。不过许多其它尼日尔-刚果语言以及一些完全不同来源的语言如高加索诸语言、叶尼塞语系和澳大利亚原住民语言也有这个特征。本来一个名词的类是按照该名词的意义分的，今天的班图语言的分类却已经变得很随意了。在一定程度上名词的类与其它语言中名词的性类似（比如拉丁语可以人为地被看作是一个六类语言：阳性类、中性类、阴性类，然后每类还有单数和众数的区分）。
原班图语约有20个类。一些今天的班图语言保持了这个数目（比如卢干达语），其它的则减少到约十个类。名词的类仅通过前缀标志。在一句话里形容词必须与名词的类以及谓语必须与主语的类相符合，但是同一个类的名词、数量词、代词和动词的前缀可以不一样。在大多数班图语言中单数和众数成一对类。

#### 举例
比如卢干达语的类名词：
- 词根：
  - （一个干达人）
  - （干达人，众数）
  - （干达人的地方）
  - （干达人的语言）
  - （干达人文化中的物件）

- 词根：
  - （人）
  - （人们）
  - （小东西）
  - （巨人）
  - （巨人们）

请注意在这篇文章中为了注明词干与前缀之间的关系它们之间加了一个连接号，在正式的书写中这些连接号是没有的。
以下斯瓦希里语的例子显示了每个类通过出现一个单数类和一个众数类而成为两个类：
| 单数 |          | 众数 |          |
| ---- | -------- | ---- | -------- |
|      | 一个人   |      | 人们     |
|      | 一个孩子 |      | 孩子们   |
|      | 一座城市 |      | 多座城市 |
|      | 一个东西 |      | 多个东西 |
|      | 一个篮子 |      | 多个篮子 |
|      | 一张眼睛 |      | 多张眼睛 |
|      | 一辆汽车 |      | 多辆汽车 |
|      | 一条街道 |      | 多条街道 |
|      | 一张脸   |      | 多张脸   |
|      | 一张床   |      | 多张床   |
|      | 一条山谷 |      | 多条山谷 |
|      | 一个地方 |      | 多个地方 |

#### 名词与形容词的一致性
班图语言只有很少真正的形容词词根，这些词根显然是从其祖先语言遗传下来的。大多数形容词是从动词引导过来的。在许多情况下班图语言使用定语从句，比如他们说“人之强壮者”，而不是说“强壮的人”。定语形容词根据其名词变形，获得名词的类的前缀，也就是说两者的类必须一致。比如以下斯瓦希里语中的例子：
- （一个高大的人，一个人，高大）
- （高大的人们，是类的众数类）
- （一个大篮子，一个篮子）
- （许多大篮子，是类的众数类）

以下为斯瓦希里语数量词、定语和名词的顺序，它和中文的顺序正好相反：
- 名词+定语形容词+数量词

一个名词的所有形容词全部按照一致性转化（少数外来的数量词例外）。这里是几个例子：
- ，那两个（-wili）好人
- ，那个小（-dogo）篮子
- ，那三（-tatu）小篮子

#### 主语与谓语的一致性
一句话的主语和谓语必须一致。以下斯瓦希里语的例子显示这个原理：
- ，大篮子到了（ki-kapu，篮子；，来到；完成时，注意在这句话里名词和动词的类前缀都是，也就是说两者成头韵）
- ，大孩子到了（m-toto，孩子，在这句话里名词的类前缀是，而相应的动词类前缀则是，两者类同但是前缀不同）
- ，那两个好人跌倒了（wa-le，那个；，两个；好；，跌倒）
- - 词译：陌生人（wa-geni，欧洲的（wa-zungu，许多（w-engi，来到（-li-，过去时），肯雅
  - 意译：过去许多欧洲人到肯雅来

#### 物主关系
在班图语言中类似“某人的房子”这样的物主关系的顺序一般是这样的：
- 物+[物的定语形容词]+（物的类前缀+）+物主

其中物的类前缀与往往被缩写。
一些斯瓦希里语的例子：
- ，是的缩写，坦桑尼亚的人民
- ，是的缩写，孩子的书
- ，是的缩写，孩子们的书籍
- ，是的缩写，一个人的房子
- ，一个人的小（-dogo）房子

#### 类的意义
虽然在今天的班图语言中一个名词属于哪个类很难从它的含义中来推测，但是通过众多研究工作每个类名词的意义还是被推导出来了。以下的列表中不但列出了原班图语的前缀，而且作为今天班图语言的代表还列出了卢干达语中的前缀以及每个类的意义
| 类 | 原班图语前缀 | 卢干达语前缀 | 卢干达语例子 | 例子的意思   | 类所包含的范围                                         |
| -- | ------------ | ------------ | ------------ | ------------ | ------------------------------------------------------ |
| 1  |              |              |              | 人           | 人类，人物，亲属关系                                   |
| 2  |              |              |              | 人们         | 第一类的众数                                           |
| 3  |              |              |              | 树           | 自然现象，身体部位，植物，动物                         |
| 4  |              |              |              | 树木         | 第三类的众数                                           |
| 5  |              |              |              | 石头         | 自然现象，动物，身体部位，成对的东西，讨厌的任务，限制 |
| 6  |              |              |              | 石头（众数） | 第五和第14类的众数，众数概念，液体，时间概念           |
| 7  |              |              |              | 房子         | 身体部位，工具，昆虫，疾病等                           |
| 8  |              |              |              | 房子（众数） | 第七类的众数                                           |
| 9  |              |              |              | 大象         | 动物，人，身体部位，工具                               |
| 10 |              |              |              | 大象（众数） | 第九和第11类的众数                                     |
| 11 |              |              |              | 桥           | 长的东西，细的东西，长的身体部位，语言，自然现象等     |
| 12 |              |              |              | 许多滴       | 第13和第19类的众数                                     |
| 13 |              |              |              | 一滴         | 小化，限制，大化                                       |
| 14 |              |              |              | 许多嘴       | 抽象概念，特征，集体概念                               |
| 15 |              |              |              | 走           | 动词名词化，一些身体部位如手臂和腿                     |
| 16 |              |              | .            | .            | 地名，在某处                                           |
| 17 |              |              | .            | .            | 地名，在某处周围                                       |
| 18 |              |              | .            | .            | 地名，在某处内                                         |
| 19 |              | .            | .            | .            | 小形化                                                 |
| 20 | ɣu-          |              |              | 巨人         | 限制，大形化                                           |
| 21 | ɣi-          | .            | .            | .            | 大形化，限制                                           |
| 22 | ɣa-          |              |              | 巨人们       | 第20类的众数                                           |
| 23 |              |              | .            | .            | 地名，老的名词化类                                     |

这个表格也显明各个类的含义有重复，比如3、4、5、6、7、8、9和10类均含有动物的概念，因此一个名词属于哪个类实际上无法预言。只有第1和2类完全是人物的含义。

#### 代词
主语和宾语代词的附著詞素与动词结合使用，除此之外在班图语言中还有独立的人称代词。它们被用来强调人物，但是一般只被用来强调主语。物主代词不是附著詞素，而是根据名词的类（见上）用独立的词来表达的。以下的例子为斯瓦希里语中的代词：
| 人物         | 人称代词 |        | 物主代词 |            |
| ------------ | -------- | ------ | -------- | ---------- |
| 第一人称单数 |          | 我     |          | 我的       |
| 第二人称单数 |          | 你     |          | 你的       |
| 第三人称单数 |          | 他，她 |          | 他的，她的 |
| 第一人称众数 |          | 我们   |          | 我们的     |
| 第二人称众数 |          | 你们   |          | 你们的     |
| 第三人称众数 |          | 他们   |          | 他们的     |

以下为一些物主代词的例子：
- ，我的书
- ，那本书是我的
- ，我们的房子
- ，我的好（-ema）朋友们（-rafiki）

在原班图语中指示代词可以显示从近到原三至四个不同等级的距离（在中文里只有“这里”和“那里”两个等级）：
- 第一级：表示说话者的周边：这里
- 第二级：表示离说话者比较近的地方：这边
- 第三级：表示对话对方的周边：那附近
- 第四级：表示离对话双方远处的地方：那里附近

比如在文达语中所有四个等级都保留下来了。通过与类前缀之间的语音联系每个指示代词对于每个类都有一个特殊的形势。比如在文达语中对于第一和第二类：
|        | 第一级 | 第二级 | 第三级 | 第四级 |
| ------ | ------ | ------ | ------ | ------ |
| 第一类 |        |        |        |        |
| 第二类 |        |        |        |        |

不过在许多班图语言中只保留了两个等级，比如在斯瓦希里语中只剩下“那里”（类前缀+）和“这里”（+类前缀），而且近处指示代词把类前缀当作后缀使用。以下为一些例子：
- ，这座村庄（-jiji）
- ，这些村庄
- ，这些孩子
- ，那座村庄
- ，那些村庄
- ，那些孩子

物主代词和指示代词必须与类一致，但是在班图语言中疑问词则只有“人”和“物”的区分。比如在斯瓦希里语中分（谁）和（什么）。

#### 数量词
大多数班图语言中保留了原班图语中1到5以及10这几个数量词，它们在不同语言中都很近似。6到9的来源非常不同（有来自阿拉伯语、欧洲语言和其它非班图非洲语言的），因此在不同语言中差别很大。斯瓦希里语中的数量词为：
| 数字 | 斯瓦希里语 |
| ---- | ---------- |
| 1    |            |
| 2    |            |
| 3    |            |
| 4    |            |
| 5    |            |
| 6    |            |
| 7    |            |
| 8    |            |
| 9    |            |
| 10   |            |
| 11   |            |
| 12   |            |

1-5以及8像形容词一样被使用，必须与名词的类一致。6、7和9来自阿拉伯语，它们不必与名词的类一致，在使用时不加类前缀。10和100也来自阿拉伯语。
以下为斯瓦希里语中的例子：
- ，三把刀
- ，七把刀
- ，四个孩子
- ，11个孩子

### 动词变位

#### 动词衍生、体和时态

##### 派生
许多班图语言通过在动词词根上加不同的后缀引申出新的动词。一些引申后缀是从原班图语言演变过来的。以下为一些例子：
比如原班图语中的互相后缀在许多今天的班图语言中被保留下来了，比如
- 斯瓦希里语：，相爱
- 林加拉语：，相爱
- 祖鲁语：，对视
- 卢干达语：，对打

使役后缀在斯瓦希里语中为，在基庫尤语中为，在祖鲁语中为，在绍纳语中为，在南索托语中为，在林加拉语中为（在这里代表任何一个元音）。
以下表格列出一些这样的后缀：
| 形式 | 意义     | 功能             | 举例                           |
| ---- | -------- | ---------------- | ------------------------------ |
|      | 互相     | 互相之间的行动   | 斯瓦希里语：，相爱             |
|      | 使役关系 | 促使一个行动发生 | 斯瓦希里语：，让……绑住         |
|      | 位置     | 占据一个位置     | 赫雷罗语：，斜放               |
|      | 接触     | 使两个物件接触   | 斯瓦希里语：，压，引导为，合并 |
|      | 反       | 一个动作的反动作 | 吉库尤语：，打开，引导为，关上 |
|      | 被动     | 被动动作         | 斯瓦希里语：，打，引导为，挨打 |

##### 体、语气和时态
体和语气是通过后缀来标志的。大多数班图语言有七个体或语气：动词不定式、直陳語氣、祈使語氣、虛擬語氣、完全体、持续体和假设体。
时态是通过前缀来表示的，它被放在类前缀与词根之间。不同的班图语言间其时态和标志时态的前缀之间的差别很大，因此它们不太可能是从一个原语言发展出来的，而是后来由不同的语言度多少独立发展出来的，互相之间多少无关。

#### 斯瓦希里语中的动词变位
以下为斯瓦希里语中的一些动词变位。

##### 动词不定式
不定式的形式为“+词干+词尾元音”。假如词干是一个原班图语词干的话词尾元音为，假如词干是一个外来词的话则为。比如：
- ，做，干
- ，想

##### 祈使語氣
在单数情况下祈使語氣为“词干+词尾元音”，在众数情况下为加后缀。
- ，你读！
- ，你们读！

##### 直陳語氣
非限定动词的直陈语气为
- 主语前缀+时态前缀+宾语前缀+词干

主语前缀是主语的类前缀，但假如主语是第一或第二类（前缀为或者）的话这里使用特殊的主语前缀。同样的规则也适合于宾语前缀，宾语前缀可以是直接宾语或者间接宾语的前缀。以下表格里显示第一和第二类名词所使用的特殊的主语和宾语前缀：
| 人称         | 主语 | 宾语 |
| ------------ | ---- | ---- |
| 第一人称单数 |      |      |
| 第二人称单数 |      |      |
| 第三人称单数 |      |      |
| 第一人称众数 |      |      |
| 第二人称众数 |      |      |
| 第三人称众数 |      |      |

对于其它所有类来说其主语和宾语前缀均与类前缀一样。以下为斯瓦希里语中的时态前缀：
| 时态     | 前缀 |
| -------- | ---- |
| 现代时   |      |
| 过去时   |      |
| 未来时   |      |
| 完成时   |      |
| 条件语气 |      |
| 常惯语气 |      |
| 叙述语气 |      |

##### 直陈语气的例子
- ，主语前缀（他）-时态前缀（过去时）-宾语前缀（我）-词干，他给了我
- ，主语前缀（我）-时态前缀（过去时）-宾语前缀（东西）-词干（买），我买了东西
- ，我看到了他（-wona，看到）
- ，他看到了我
- ，我正在（-na-，现在时）读（-soma）
- ，我将（-ta-，将来时）读
- ，它（它）已经（-me-，完成时）到了（-fika）
- ，我如果（-ki-，条件语气）等（-kaa）

##### 受益格
为了强调一个行动对某人有益可以在动词词干后（但是在词尾原因前）加一个受益前缀或者。比如：
- - 句法分析：主语（他）-时态（过去时）-间接宾语（我）-词干（andik，写）-受益后缀-词尾元音+直接宾语（barua，信）
  - 他给我写了一封信

##### 从句
像“读书的孩子”这样的从句在斯瓦希里语中是通过放在时态前缀后面的从句前缀来表示的。比如：
- ，读书的孩子
- ，将读这本书的我

##### 被动式
物性动词的被动式是通过在词尾元音（-a）前加或者来表示的。比如：
- ，读，被读
- ，知道，被知道

##### 使役语气
使役语气是通过在词干后面加这个后缀形成的。例如：
- ，向下走，屈辱

## 文字和文学
所有的班图语言都没有发展出自己的文字。斯瓦希里语在殖民时期前（可能早在10世纪开始）就已经使用阿拉伯文字来记录主要是伊斯兰教的宗教文学了。除神学文字外还有法律文字、编年史、地理、童话、诗歌和史诗。其中史诗是按照阿拉伯榜样写的，但是其中也包括了非洲东部班图文化的影响。班图阿拉伯文字文学的意义可以与豪萨语、马耳他语、卡努里语和柏柏尔语等早期的阿拉伯文字文学一样。19世纪后半页以来斯瓦希里语和其它引入文字的班图语言一样使用拉丁字母。
即使没有文字班图民族依然拥有大量口头文学如神话、童话、寓言、成语、诗歌和部落故事等。在欧洲，尤其是传教士的影响下从19世纪中开始大的班图语言开始引入拉丁字母。《圣经》译本往往是这些语言的第一部文字书写。从这个时候开始传教士、官员和语言学者也开始收集班图民族神事或者民用的诗歌、谚语、谜语、神话、童话和史诗，并使用它们的本来语言把它们记录下来。
现在在黑非洲已经产生了数量和内容都非常丰富的文学，但是大多数现代非洲作家依然喜欢使用殖民语言来写他们的作品，来让他们的作品被更多的人阅读。在新的非洲文学中，班图口头文学在内容上和形式上都拥有非常大的影响。

### 非洲語言
- George L. Campbell: Compendium of the World’s Languages. Routledge, London 2000 (2. Auflage).
- Joseph Greenberg: The Languages of Africa. Mouton, The Hague and Indiana University Center, Bloomington 1963.
- Bernd Heine und andere (Hrsg.): Die Sprachen Afrikas. Buske, Hamburg 1981.
- Bernd Heine und Derek Nurse (Hrsg.): African Languages. An Introduction. Cambridge University Press 2000.
- John Iliffe: Geschichte Afrikas. Beck, München 1997.

### 班圖語言
- Rev. F. W. Kolbe: A Language-Study based on Bantu. Trübner & Co., London 1888. Reprint 1972.
- Malcolm Guthrie: The Classification of the Bantu Languages. London 1948. Reprint 1967.
- Bernd Heine, H. Hoff und R. Vossen: Neuere Ergebnisse zur Territorialgeschichte der Bantu. Zur Sprachgeschichte und Ethnohistorie in Afrika.  In: W.J.G. Möhlig u. a. (Hrsg.): Neue Beiträge afrikanistischer Forschung. Reimer, Berlin 1977.
- Derek Nurse und Gérard Philippson: The Bantu Languages. Routledge, London 2003.
- A.P. Hendrikse und G. Poulos: A Continuum Interpretation of the Bantu Noun Class System. 
In: D.F. Gowlett: African Linguistic Contributions. Pretoria 1992.
- A.E. Meeussen: Bantu Grammatical Reconstructions. Africana Linguistica 3:80–122, 1967.
- Wilhelm J.G. Möhlig: Die Bantusprachen im engeren Sinne.
In: Bernd Heine u. a. (Hrsg.): Die Sprachen Afrikas. Buske, Hamburg 1981.
- David Phillipson: Die Wanderungen der Bantuvölker.
In: Marion Kälke (Hrsg.): Die Evolution der Sprachen. Spektrum der Wissenschaft, Heidelberg 2000.
- J. Vansina: New Linguistic Evidence and ‚The Bantu Expansion‘. Journal of African History (JAH) 36, 1995.
- Benji Wald: Swahili and the Bantu Languages.
In: Bernard Comrie (Hrsg.): The World’s Major Languages. Oxford University Press 1990.

### 語法
- A.E. Meeussen: Bantu Lexical Reconstructions. Tervuren, MRAC 1969, Reprint 1980.
- A. Coupez, Y. Bastin und E. Mumba: Bantu Lexical Reconstructions 2. 1998. Siehe: Comparative Proto Bantu Online Dictionary
- Nicholas Awde: Swahili – English / English – Swahili Dictionary. Hippocrene Books, New York 2000.